# 塔亚德
塔亚德（法語：Taillades，法語發音：[tajad]）是法国普罗旺斯-阿尔卑斯-蓝色海岸大区沃克吕兹省的一个市镇，属于阿普特区。

## 地理
塔亚德（43°50'10"N, 5°5'26"E）面积6.86 平方千米，位于法国普罗旺斯-阿尔卑斯-蓝色海岸大区沃克吕兹省，该省份为法国东南部内陆省份，北起德龙省，西北接阿尔代什省，西接加尔省，南至罗讷河口省，东南角与瓦尔省接壤，东临上普罗旺斯阿尔卑斯省。
与塔亚德接壤的市镇（或旧市镇、城区）包括：卡瓦永、舍瓦勒布朗、罗比永。

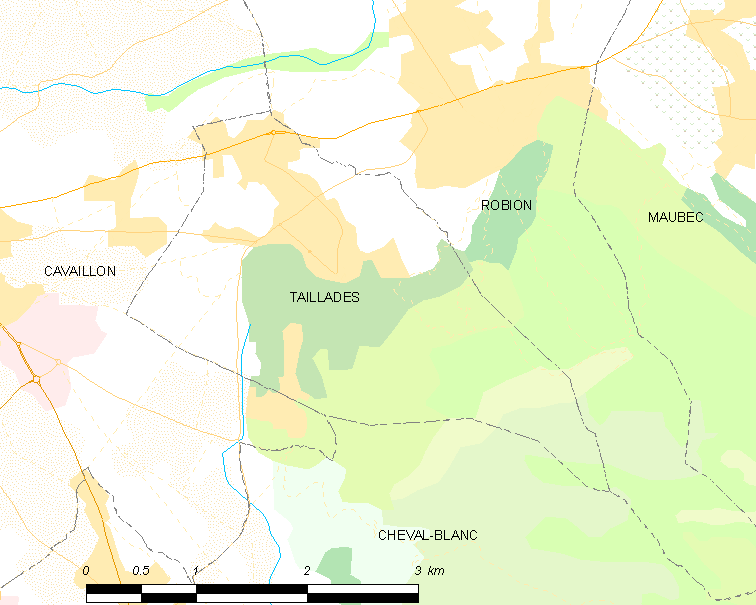
塔亚德的OSM定位图

塔亚德的时区为UTC+01:00、UTC+02:00（夏令时）。

## 行政
塔亚德的邮政编码为84300，INSEE市镇编码为84131。

## 政治
塔亚德所属的省级选区为舍瓦勒布朗县。

## 人口

1962-2008年间塔亚德人口变化图示

塔亚德于2022年1月1日时的人口数量为1998人。